# Rover K-Series
Rover K-Series – seria silników opracowanych i produkowanych przez Powertrain Ltd, siostrzanej firmy MG Rover. Silnik został zaprojektowany w dwóch wersjach: czterocylindrowym silnikiem rzędowym, dostępnym w odmianach SOHC oraz DOHC o pojemności od 1.1 L do 1.8 L; oraz sześciocylindrowym silnikiem KV6.
Silnik serii „K” montowany był również w samochodach FSO Polonez w latach 1993–1998, był to silnik 1,4 l 16v o mocy 104 KM.
Od początku produkcji zbudowanych zostało ponad 3 miliony silników z tej serii.

## Modele

### 1100
Silniki 1100 opisywane były jako pojemność 1.1 L (1,120 cc).
Występowały w wersjach:
- SOHC K8 8-zaworowy, gaźnik, 60 KM (44 kW)
- SOHC K8 8-zaworowy, SPI, 60 KM (44 kW)
- SOHC K8 8-zaworowy, MPI, 60 KM (44 kW)
- DOHC K16 16-zaworowy, MPI, 75 KM (55 kW)

Samochody w których montowano silnik 1100:
- Rover Metro
- Rover 100
- Rover 200
- Rover 25

### 1400

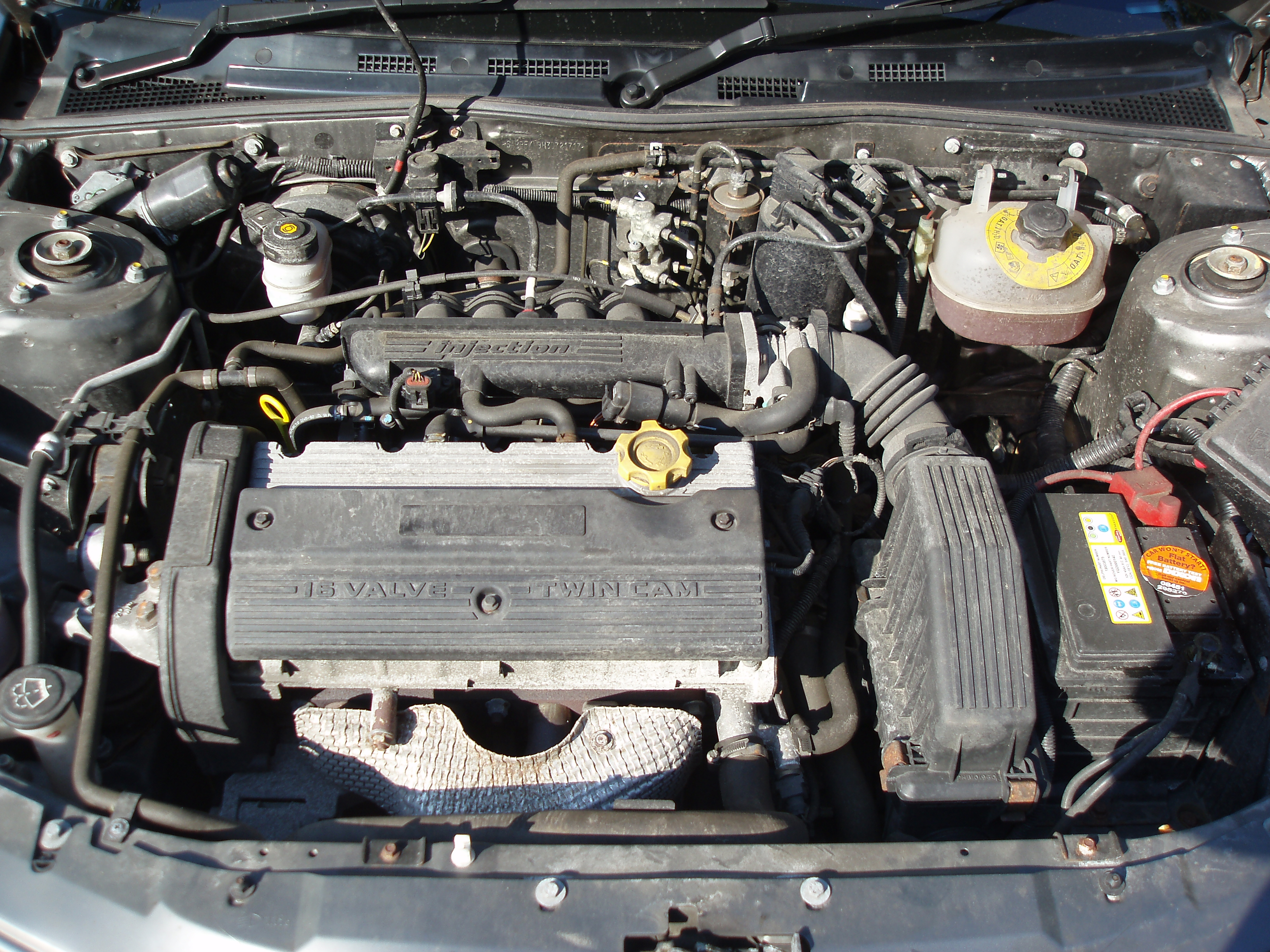
Silnik 1.4 DOHC K-Serii zamontowany w MG ZR

Oznaczenia silników: 14K2F (8V), 14K4F (16V), 14K16 (16V)
Silniki 1400 opisywane były jako pojemność 1.4 L (1,396 cc).
Występowały w sześciu wersjach:
- SOHC K8 8-zaworowy, gaźnik, 75 KM (55 kW)
- SOHC K8 8-zaworowy, SPI, 75 KM (55 kW)
- SOHC K8 8-zaworowy, MPI, 75 KM (55 kW)
- DOHC K16 16-zaworowy, SPI, 90 KM (66 kW)
- DOHC K16 16-zaworowy, MPI, 82 KM (61 kW)
- DOHC K16 16-zaworowy, MPI, 103 KM (76 kW)

Silnik K16 o mocy 82 KM to ta sama jednostka napędowa co silnik o mocy 103 KM, jedynie zwężono gardziel przepustnicy, co skutkowało obniżeniem mocy. Jednostka ta powstała w celu przypisania samochodu do niższej grupy ubezpieczeniowej (do 90 KM).
Samochody w których montowano silnik 1400:
- Rover Metro
- Rover 100
- Rover 200
- Rover 25
- Rover 400
- Rover 45
- Rover Streetwise
- MG ZR
- MG ZS – tylko w Irlandii i Portugalii.
- Caterham Seven
- GTM Libra
- GTM K3
- FSO Polonez Caro/Atu

### 1600
Kod silnika: 16K4F
Silnik 1600 opisywane były jako pojemność 1.6 L (1,588 cc).
Występował w dwóch wariantach:
- DOHC K16 16-zaworowy, MPI, 109 KM (80 kW)
- DOHC K16 16-zaworowy, MPI, 111 KM (82 kW)

Samochody w których montowano silnik 1600:
- Rover 200
- Rover 25
- Rover Streetwise
- Rover 400
- Rover 45
- MG ZS
- MG F
- MG TF
- Caterham Seven

### 1800
Kody silników: 18K4F, 18K4K (wariant z VVC)
Silniki 1800 opisywane były jako pojemność 1.8 L (1,795 cc).
Występowały w sześciu odmianach:
- DOHC K16 16-zaworowy, MPI, od 117 do 120 KM (od 86 do 88 kW)
- DOHC K16 16-zaworowy, MPI, 136 KM (100 kW)
- DOHC K16 16-zaworowy, MPI, VVC, 145 KM (107 kW)
- DOHC K16 16-zaworowy, MPI, VVC, 160 KM (118 kW)
- DOHC K16 16-zaworowy, MPI, turbodoładowany, od 150 do 160 KM (od 110 do 118 kW)
- DOHC K16 VHPD – Very High Performance Derivative 16-zaworowy, MPI, 177 KM (130 kW) lub 192 KM (142 kW) (wersja Lotus) (Używano odmiennego odlewu dla głowicy VVC (podobny do seryjnego odlewu VVC), posiadał większe zawory, z poprawionymi czasami zaworów)

Samochody w których montowano silnik 1800:
- Rover 200 (120 KM, 145 KM VVC)
- Rover 25 (120 KM, 145 KM VVC)
- Rover 45 (120 KM)
- Rover Streetwise (120 KM)
- Rover 75 (120 KM, 150 KM Turbo)
- MG ZR (120 KM oraz 160 KM VVC)
- MG ZS (120 KM)
- MG ZT (120 KM, 160 KM Turbo)
- MG F (120 KM, 145 KM VVC oraz 160 KM VVC)
- MG TF (120 KM, 135 KM oraz 160 KM VVC)
- Ariel Atom1
- Lotus Elise
- Land Rover Freelander(120KM)
- Caterham Seven
- GTM Libra